# Asón
L'Asón est un fleuve côtier espagnol d'une longueur de 44 km qui coule dans la communauté autonome de la Cantabrie. Il se jette dans le golfe de Gascogne.

## Source de la traduction
- (es) Cet article est partiellement ou en totalité issu de l’article de Wikipédia en espagnol intitulé « Río Asón » (voir la liste des auteurs).